# Ante Sironić
Ante Sironić (Trviž kraj Pazina, 1915. – 15. ožujka 1996.), hrvatski katolički svećenik, književnik, novinar, feljtonist, autor reportaža, urednik, katolički kulturni radnik

## Životopis
Rodio se je u Trvižu. Gimnaziju je pohađao u Zagrebu i na Sušaku, gdje je maturirao na Državnoj realnoj gimnaziji. 
U Senju je studirao bogoslovlje od 1936. do 1940. godine. Zaredio se je 1940. godine. U mladosti je postao član Hrvatskoga katoličkoga akademskoga društva Domagoj, društvo koje je njegovalo hrvatsku samosvijest. Talijanskim fašistima nije promaknuo te su ga 29. studenoga 1941. priveli u riječki zatvor, pa premjestili u Veneciju u zatvor Carceri giudiziarie, s karakteristikom »izraziti antifašist iredentist«. Pušten je 7. siječnja 1942. i vraćen u Rijeku. Kao svećenik prvo je bio kapelan na Jelenju, pa župnik u Sušačkoj Dragi te naposljetku na Trsatu od 1984. do 1991. Uz pastoralni rad, bio je predavač na srednjoj klasičnoj školi petnaestak godina biskupskoga i salezijanskoga Sjemeništa u Rijeci književnost. Umro je 15. ožujka 1996. godine. Pokopan je na Trsatu.